# Bni Boufrah
Bni Boufrah (en àrab بني بوفراح, Bnī Būfrāḥ; en amazic ⴱⵏⵉ ⴱⵓⴼⵔⴰⵃ) és una comuna rural de la província d'Al Hoceima, a la regió de Tànger-Tetuan-Al Hoceima, al Marroc. Segons el cens de 2014 tenia una població total de 9.653 persones.
La comuna és llar d'una població majoritàriament berber, que parla l'idioma rifeny (tamazight) com a llengua principal, a més de l'àrab. Des de 1912 fins a 1956 va pertànyer a la zona nord del Protectorat espanyol del Marroc. Conegut per les platges, Cala Iris i Torres d'Alcalá, on se situa un gran focus de turisme per presenciar la joia arquitectual única, de gran valor patrimonial i històric.
Beni Boufrah es manté com un exemple viu de la riquesa cultural i natural del Rif, una regió de gran importància històrica i geogràfica al Marroc.
Aquesta regió, com moltes altres al Rif, ha tingut un paper històric important en moviments socials i culturals, reflectint la resistència i la identitat dels seus habitants. Beni Boufrah és un lloc on la tradició berber es manté viva i és un punt d'interès per als que volen explorar el Marroc rural i autèntic.